# Recto-verso (film, 1999)
Pour les articles homonymes, voir Recto-verso.
Pour plus de détails, voir Fiche technique et Distribution.
Recto-verso est un film français réalisé par Jean-Marc Longval, sorti en 1999.

## Synopsis
Fred, animateur très apprécié à la télévision, se voit un jour licencié par sa direction, ce qui le laisse sans ressources. Pour tenter de retrouver un emploi dans le milieu, il décide de se faire passer pour un homosexuel afin d’intégrer la grille des programmes d’une chaîne câblée spécialisée dans le contenu gay.

## Fiche technique
- Titre : Recto-verso
- Réalisation : Jean-Marc Longval
- Scénario et dialogues :  Jean-Marc Longval, Fabrice Blind, Michel Delgado, Jean-Luc Lemoine
- Musique : Denis Lefdup
- Production : Michel Delgado, Thierry de Navacelle
- Société de distribution : Warner Bros France
- Pays de production :  France
- Genre : comédie
- Format : couleurs
- Durée : 82 minutes
- Date de sortie : France : 16 juin 1999

## Distribution
- Smaïn : Fred
- Michel Muller : Joël
- Linda Hardy : Anne
- Franck Dubosc : Jérémy
- Bernadette Lafont : Yolande
- Julia Channel : Maëlla
- Bernard Verley : Maurice
- Claudine Coster : Nicky
- Jacques François : Bergmann
- Laurent Kerusore : Cyril
- Sophie Forte : Judith
- Ronald Guttman : Parker
- Chick Ortega : Bronco
- Éric Judor : Alain
- Ramzy Bedia : le garçon
- Fabrice Blind : Biloute
- Jean-Luc Lemoine : Yannick
- Jean-Christophe Bouvet : maître Maillard
- Michel Delgado : le caissier
- Emmanuel Booz : le voisin
- Collin Obomalayat : Marco
- Laurent Bruneteau : Gilbert
- Marie Brouzet : Muriel
- Nazareth Agopian : Roy
- Véronique Dossetto : Carotte
- Cédric Clodic : l'animateur du karaoké
- Tyra Blush : Créature, la drag-queen
- Husky Kihal : le réceptionniste
- Adina Cartianu : la jeune femme grande roue
- Christian Mulot : l'entraîneur
- Jean-Guillaume Le Dantec : Freedom, le cuisinier
- Marie-Ariane Derilus : la dame cabine téléphonique
- Valérie Bolier : Une groupie
- Didier Brengarth : l'assistant Freedom
- Kalinka Ferri : Fighting girl
- Georges Gay : l'avocat
- Sandrine Herman : la sourde muette
- Daniel Isoppo : le commissaire
- Raymond Khamvene : le videur chinois
- Emiko Ota : The fighting girl
- Mathieu Rosaz : le prêtre
- Estelle Rosenfeld : une groupie
- Juliette Sauteret : Fighting girl
- Faby Schneider : la guichetière
- Sue : une drag-queen
- Claudine Van Beneden : groupie